# Vivian Trías
Vivian Trías   (Las Piedras, 30 de maig de 1922 - 24 de novembre de 1980) va ser un polític i historiador uruguaià, pertanyent al Partit Socialista de l'Uruguai (PSU).

## Biografia
Fill d'Elvira Eugènia De la Maria i d'Emilio Trías Dupré, el seu nom complet era Vivian Félix Fernando Trías. Va cursar l'educació primària a Las Piedras i posteriorment educació secundària al Liceu Dámaso Antonio Larrañaga a la ciutat de Montevideo.
En 1946, al costat d'altres integrants de la Joventut Socialista, proposen a l'assemblea del vell Club Ildu de Las Piedras el canvi de nom del club. Per unes hores aquest club es va passar a anomenar Club Joventut Socialista. Posteriorment el nom va ser modificat, quedant en l'actual Club Atlètic Joventut de Las Piedras.

## Activitat acadèmica
L'any 1941 comença els seus estudis a la Facultat de Medicina. Després de cursar alguns anys, el 1945 comença la seva agregatura en Filosofia. Professor de filosofia i després de història a l'ensenyament secundari, va escriure diversos importants i reconeguts assajos que es van inscriure en un corrent de revisionisme històric, com L'imperialisme en el Riu de la Plata (1960), Les montoneres i l'Imperi Britànic (1961), Reforma agrària a l'Uruguai (1962), Imperialisme i rosca bancària a l'Uruguai (1972), Història de l'imperialisme estatunidenc, en tres volums (1977) i Per un socialisme nacional (1985).

## Activitat política
El 1938, amb tan sols 16 anys, s'afilia al Partit Socialista de l'Uruguai (PSU). El 1956 ingressa a la Cambra de Diputats en substitució de Mario Cassinoni, electe Rector de la Universitat de la República. Reelecte el 1958, dos anys després es va transformar en Secretari General del Partit Socialista.
Va liderar des del punt de vista teòric dins del Partit Socialista un corrent antiimperialista i d'influència marxista-leninista, que va ser imposant-se sobre la visió més socialdemòcrata del fundador i líder històric del Partit, Emilio Frugoni.
José Díaz, en el pròleg del llibre Els cabdills, les classes socials i l'imperi, indica que Carlos Real de Azúa en el seu assaig Antologia de l'assaig uruguaià contemporani fa una ajustada caracterització ideològica de Trías, distingint del seu mestre, el Dr. Emilio Frugoni, de gran aportació especialment en la primera meitat d'aquest segle: «... Trías s'assembla més, s'hagi més proper en maneres i temàtiques als moviments nacionals, populars, agraristes i antiimperialistes dels països del Tercer Món que dels edulcorats, bé ritmats socialismes europeus en què el socialisme de Frugoni s'inspirava ... El socialisme que ell (Trías) representa tendeix a assumir i, sobretot, no s'afanya a desqualificar amb els rètols de bàrbar, totalitari, caudillesc o militarista, el caràcter policlassista i borrós. .. que moltes empentes antioligàrquiques i anticolonials tendeixen a presentar a Amèrica Llatina i altres parts. I, és clar, el propi Real de Azúa no desconeix els carrils marxistes i de classe de Trías, potser sense adonar-se de la profunda relació existent entre el mètode materialista que amb saviesa maneja el nostre autor i la seva preclara assumpció del nacional popular ... »
De cara a les eleccions de 1962 va aconseguir un acord amb la Unió Popular, grup liderat per Enrique Erro i escindit del Partit Nacional; això va produir la ruptura definitiva amb Frugoni, i electoralment va ser un fracàs. Trías va perdre el seient de diputat i el 1963 va deixar la Secretaria General del Partit.
No obstant això, es va mantenir com a líder intel·lectual dins del Partit. El 1971, en donar suport a la creació del Front Ampli, les seves paraules sobre aquest tema van ser: «... L'Uruguai està vivint intensament la seva dramàtica conjuntura. Ha redescobert la cara de la tragèdia, que es desdibuixa des de la guerra civil de 1904. El seu poble lluita i s'organitza. Amb el Front Ampli ha creat l'instrument del seu alliberament. Des de la nostra òptica, la Revolució Uruguaiana passa pel Front Ampli, tot i que encara hi hagi molt d'unir i organitzar en el si de les classes explotades ...».
En aquesta elecció novament va ser elegit diputat. Al febrer de 1973 va veure amb esperança el pronunciament militar, en el qual es creia trobar una manifestació d'idees nacionalistes i esquerrans dins de les Forces Armades. No obstant això, després es va comprovar que això era fals. Després del cop militar de juny d'aquest any, va ser proscripte i destituït dels seus càrrecs docents, va ser detingut diverses vegades i reclòs en una dependència militar a la ciutat de San Ramon, departament de Canelones.
Va morir al novembre de 1980, pocs dies abans del plebiscit que rebutjaria la reforma constitucional proposada per la dictadura cívic-militar i marcaria el començament de la seva fi.

## Controvèrsies recents
L'any 2017, els investigadors polonesos d'origen brasiler Mauro Kraenski i Vladimir Petrilak van afirmar que en base de documents als quals van accedir, Trías va treballar durant 13 anys per al servei d'intel·ligència txecoslovac Státní bezpečnost.
L'any 2018, el Partit Socialista de l'Uruguai va crear una comissió integrada per historiadors per analitzar la documentació i la veracitat de les afirmacions.

## Obra
La seva àmplia obra, combinada en llibres i articles periodístics, va ser recopilada per la Cambra de Representants, on es va conformar la «Comissió Especial de Selecció de les Obres de Caràcter Doctrinari del professor Vivian Trías»
- Volum 1: Los caudillos, las clases sociales y el imperio. Pròleg José Díaz.
- Volum 2: El Imperio Británico en la Cuenca del Plata. Pròleg de Carlos Terzaghi.
- Volum 3: Juan Manuel de Rosas. Pròleg de Alberto Methol Ferré.
- Volum 4: Historia del imperialismo norteamericano (1). Pròleg de Carlos Machado.
- Volum 4: Historia del imperialismo norteamericano (2). Pròleg de Carlos Machado.
- Volum 5: Las vísperas de la dictadura. Pròleg de José Díaz.
- Volum 6: Aportes para un socialismo nacional. Pròleg de Manuel Laguarda.
- Volum 7: La crisis agraria y el socialismo en el Uruguay. Pròleg de Martín Buxedas.
- Volum 8: Uruguay y sus claves geopolíticas. Pròleg de Rubén Cotelo.
- Volum 9: Banca e imperialismo en el Uruguay. Pròleg d'Alberto Couriel.
- Volum 10: Imperialismo en el Uruguay. Pròleg de Guillermo Chifflet.
- Volum 11: Imperialismo y geopolítica en América Latina. Pròleg de José Díaz.
- Volum 12: La Rebelión de las orillas. Pròleg de Carlos Machado.
- Volum 13: La crisis del imperio. Pròleg de Eduardo Galeano.
- Volum 14: La crisis del dólar y la política norteamericana. Pròleg de Carlos Terzaghi.
- Volum 15: Bolívar. Personajes y episodios. Pròleg de José Barrientos.
- Volum 16: Tres fases del Capitalismo. Pròleg de Danilo Astori.